# Heinrich Theißen (Fußballtrainer)
Heinrich Theißen (* 27. Dezember 1913 in Potsdam; † 30. Mai 1999 in Lauchhammer) war ein deutscher Fußballtrainer.

## Karriere
Heinrich Theißen trainierte ab 1949 die SG Schlotheim und im folgenden Jahr Trainer der BSG Aufbau Börde Magdeburg, die er von 1952 bis 1955 in der drittklassigen Bezirksliga Magdeburg trainierte. 1955 wechselte er in die zweitklassige DDR-Liga zur BSG Aufbau Großräschen, die in der Vorsaison Tabellenletzter geworden, aber aufgrund der Übergangsspielzeit nicht abgestiegen waren. Jedoch war der Verein auch unter Theißen nicht erfolgreich und stieg als Tabellenletzter in die II. DDR-Liga ab. Theißen wurde entlassen und wechselte in die viertklassige Bezirksliga Cottbus zur BSG Aktivist Lauchhammer-West, mit der er in den beiden Spielzeiten, in denen er als Trainer aktiv war, jeweils Tabellenplätze im Mittelfeld erreichte.
Ab Januar 1958 trainierte Theißen die Bezirksauswahl des Bezirks Cottbus und war parallel dazu Trainer der ASG Vorwärts Cottbus. Nachdem die Mannschaft in Theißens erster Spielzeit den vierten Tabellenplatz in der Staffel 2 erreicht hatte, gelang dem Team in der Spielzeit 1959 der Aufstieg in die DDR-Liga. Am Saisonende erreichte die ASG Vorwärts Cottbus den siebten Tabellenplatz. Daraufhin wurde Theißen Trainer der BSG Aktivist Schwarze Pumpe, die gerade in die Bezirksliga Cottbus abgestiegen waren. Von 1963 bis April 1964 war Theißen in Schwarze Pumpe als Jugendleiter tätig. Im Mai 1964 wurde er Cheftrainer der BSG Chemie Schwarzheide, die er fünf Jahre lang in der Bezirksliga Cottbus trainierte.
Im Juli 1970 kehrte Heinrich Theißen als Technischer Leiter zur ASG Vorwärts Cottbus zurück und im Januar 1971 übernahm er nochmals für sechs Monate das Traineramt. Anschließend trainierte er bis 1973 die zweite Mannschaft der ASG Vorwärts, von April 1972 bis Juni 1973 war Theißen zudem Geschäftsführer des Vereins. Im Juli 1973 ging Theißen als Nachwuchsleiter zur BSG Aktivist Lauchhammer, im Juli 1976 wurde er Cheftrainer des Vereins, bevor er sich im folgenden Jahr zur Ruhe setzte.